# ウィザードリィ エンパイアIII 覇王の系譜
『ウィザードリィ エンパイアIII 覇王の系譜』（ウィザードリィ エンパイア スリー はおうのけいふ、Wizardry EMPIRE III Ancestry of the Emperor）はコンピュータRPG。スターフィッシュより発売された『ウィザードリィ』シリーズの作品。2003年にPlayStation 2で発売され、2007年にエキストラダンジョンを追加しPSPに移植された。
PSP版はPS2版にあったバグも修正されている。
前2作の『ウィザードリィエンパイア』、同『2』はアニメ調のイラストを採用するなど独自のカラーが強かったのに対し、本作の作風は公式ナンバリング『ウィザードリィ』(シナリオ5以前)を意識したものとなっている。また、インフレが進んでいた武器ダメージやモンスターのパラメータ、獲得EXPも、比較的公式ナンバリング作品に近い数値で落ち着いている。
キャラクターを作成、パーティーを編成し、火・水・木・金・土の5つのダンジョンに挑む。

## ストーリー
王女ニルダの死から200年後、かつて繁栄を誇った帝国は凡庸な王が治める自治国家になっていた。ある時、聖なる寺院の聖者によって新たなる災いが降りかかる予言がもたらされ、それに呼応するかのように南の空に「赤い彗星」が浮かび、地震が頻発する。冒険者達は封印を解き、迷宮へと挑む。

## 職業
キャラクターを作成すると、Str（力）、Int（知恵）、Pie（信仰心）、Vit（体力）、Agi（敏捷）、Luc（運）にボーナスポイントを割り振ることができる。これに応じて様々な職業を選択することができる。職業によってはより高いボーナスポイントが必要になる。職業によって装備可能な武器、防具や呪文の習得や特技、成長のスピードなどが変わってくる。狂戦士や全能者など特別な条件が必要で、最初から就くことができない職業もある。
- 戦士
- 魔術師
- 僧侶
- 盗賊
- 司祭
- 弓使い
- 侍
- 修道僧
- 神女
- 君主
- 召喚師
- くの一
- 忍者
- 狂戦士
- 全能者

## ダンジョン
貪狼の咆哮
最初に赴く事になるダンジョン。「木」を象徴しており、主に獣人や下級の戦士・魔術師・僧侶・盗賊系の敵が現れる。トラップは少ない。
紫微の帝座
2番目に赴く事になるダンジョン。「土」を象徴しており、主に昆虫や不死系の敵が現れる。流砂や一方通行壁などのトラップが見られる。
狡猾なる破軍
3番目に赴く事になるダンジョン。「水」を象徴しており、主に動物や幻獣系の敵が現れる。深水域なども登場する為地図を埋める際には魔法で浮遊するなどしたい所。
地劫の劫火
4番目に赴く事になるダンジョン。「火」を象徴しており、主に霊や神系の敵が現れる。爆弾壁が存在する。クリア後、あるアイテムを手に入れるとここから「魔道師の別荘」に行く事ができる。
七殺の秘匿
5番目に赴く事になるダンジョン。「金」を象徴しており、主に悪魔系の敵が現れる。ゲーム本編のラストダンジョンであり、層も一番深い。
魔道師の宮殿
クリア後に赴く事が出来るダンジョン。シリーズおなじみのファウストが待ち構えている。3Fでは賓客として「ソロモン」が滞在している。
生れいずる闇
PSP版追加ダンジョン。ボスも存在せず、ひたすら最下層を目指すダンジョンだが、多数の罠と段階的に強化されていく敵が行く手を阻む。

## ゲームシステム
ゲームモードにはノーマルモードとマニアモードがあり、マニアモードではダンジョン内でセーブができない。オートマッピング機能のオンオフ、ダンジョン内のグラフィックを線画（ワイヤーフレーム）と面画（通常の絵）で切り替えることも可能。
「称号システム」 - 様々な条件を満たすことで全部で30種類の称号が得られるという要素。ただし、PS2版では20番目の称号が取れないバグがあった。このため、メーカーに他の29の称号全てを取得した状態のメモリーカードを送付して称号をつけてもらうという異例の措置がなされた。PSP版ではこのバグは修正されているため、普通にプレイして全ての称号を取得できるようになっている。

## PSP版について
2007年1月18日に発売されたPSP版だが、同時期にウィザードリィの版権が別企業に移行した影響により初期ロットしか生産されなかったため市場に出回っている本数は少ない。そのため、新品・中古品ともに、PSP版の入手は困難となっている。
とある条件を満たすとエクストラダンジョン「生れいずる闇」が解放される。
2013年2月20日にPSP・Vita用にダウンロード販売が開始された。
ダウンロード版ではホビットがホートルット(同社のエルミナージュシリーズに登場する種族)に差し替えられたほか、版権表記の修正などが行われている。

## 関連商品
- ウィザードリィエンパイアIII 覇王の系譜 公式ガイド
  - NTT出版 2003年12月発売　1300円